# Рогожина
Рогожина је град у области Тирана у Албанији.
Формиран је реформом локалне управе 2015. спајањем бивших општина Госе, Криевидх, Лекај, Рогожина и Синабалај, које су постале општинске јединице. Седиште општине је град Рогожина  . Укупан број становника је 22.148  по попису из 2011. године, на укупној површини од 223,73 км2. У бившој општини је на попису из 2011. године живело 7.049 становника .